# 鎌田英怜奈
鎌田 英怜奈（かまた えれな、2009年9月1日 - ）は、日本の女優。埼玉県出身。テアトルエンターテインメント所属。
2022年3月まではテアトルアカデミー、2023年9月まではアットプロダクションに所属していた。

## 略歴
芸能活動は0歳から始め、2014年ごろから子役として活動。
2020年にファッション雑誌『キラピチ』（学研プラス）10月号にて「第7回キラモオーディション」に合格し専属モデルになることが発表された。
2022年4月1日より、テアトルアカデミーの直結プロダクションである、アットプロダクションに所属。
2023年1月20日に、ガールズブランドのPINKHUNT（ピンクハント）のイメージモデルになることが発表。
2023年10月1日、テアトルエンターテインメントに移籍。
2023年12月11日、同事務所所属の鈴木夢と共にダンスヴォーカルユニット「PINK PRETZEL」（ピンクプレッツェル）を結成した。同ユニットではnare（ナーレ）名義で活動する。

## 人物
仮面ライダーシリーズは幼稚園のころは戦闘シーンが怖くて観ることができず、『スイートプリキュア♪』や『スマイルプリキュア!』などのプリキュアシリーズを観ていたという。
好きなお菓子はじゃがりこ。

## 出演

### テレビドラマ
- アリスの棘 第7話（2014年5月23日、TBS） - 有馬鈴（幼少期） 役
- 潔癖クンが行く 汚れた招待状～痴漢系はちょっとツライ!（2014年9月26日、フジテレビ） - 松崎理沙（幼少期）役
- わが家（2015年1月4日、TBS） - 桜木ほの香（幼少期） 役
- 視覚探偵・日暮旅人 第1話（2015年1月22日、日本テレビ） - 園児 役
- 五つ星ツーリスト〜最高の旅、ご案内します!!〜 第9話（2015年3月5日、日本テレビ） - 江利奈（幼少期）役
- ヤメゴク〜ヤクザやめて頂きます〜（2015年4月16日 - 6月18日、TBS） - 三ヶ島波留 役
- 切り裂きジャックの告白 〜刑事 犬養隼人〜（2015年4月18日、テレビ朝日） - 美登里 役
- ナポレオンの村 第1話（2015年7月19日、TBS） - 井川まなみ 役
- 偽装の夫婦 第2話（2015年10月14日、日本テレビ） - 女の子 役
- ヒガンバナ〜警視庁捜査七課〜（2016年1月13日 - 3月16日、日本テレビ） - 渚（幼少） 役
- PTAグランパ!（2017年4月2日 - 5月21日、NHK BSプレミアム） - 吉村沙帆 役
  - PTAグランパ2!（2018年4月8日 - 5月27日）
- 100万円の女たち 第6話（2017年5月19日、テレビ東京） - 塚本ひとみ（幼少期） 役
- 監獄のお姫さま 第4話（2017年11月7日、TBS） - 千夏（幼少期） 役
- モンテ・クリスト伯 -華麗なる復讐-（2018年4月19日 - 6月14日、フジテレビ） - 南条明日香 役
- 大河ドラマ 西郷どん 第39回（2018年10月21日、NHK総合） - 西郷菊草 役
- みかづき（2019年1月26日 - 2月23日、NHK総合） - 大島蕗子（幼少期）役
- ミストレス〜女たちの秘密〜（2019年4月19日 - 6月21日、NHK総合） - 野口萌 役
- 35歳の少女（2020年10月10日 - 12月12日、日本テレビ） - 時岡望美（10歳） 役
- あやとり（2020年12月29日、NHK Eテレ） - 美咲 役
- となりのチカラ（2022年1月20日 - 3月31日、テレビ朝日） - 中越愛理 役
- 六本木クラス　第5話（2022年8月4日、テレビ朝日） - 楠木優香（中学生） 役
- 家庭教師のトラコ 第7話（2022年8月31日、日本テレビ） - 根津寅子（12歳） 役
- DOCTORS～最強の名医～ファイナル（2023年1月3日、テレビ朝日） - 大村真由 役
- 弁当屋さんのおもてなし 第2話・第3話（2023年3月4日・11日、北海道テレビ放送）- 白鳥あまね（黒川茜） 役
- 仮面ライダーガヴ 第29話 - （2025年4月6日 - 、テレビ朝日） - リゼル・ジャルダック 役[6]

### 配信ドラマ
- エンジェルフライト 国際霊柩送還士（2023年3月17日、Amazon Prime Video） - 伊沢海 役[7]

### 映画
- 柘榴坂の仇討（2014年9月20日） - チヨ 役
- 白鳥麗子でございます! THE MOVIE（2016年6月11日） - 麗子（幼少期） 役

### 劇場アニメ
- 映画 聲の形（2016年9月17日） - 石田マリア 役

### 吹き替え
- モアナと伝説の海（2016年） - 叫ぶ子供 役
- スター・ウォーズ/スカイウォーカーの夜明け（2019年12月20日公開）
- 女王ヴィクトリア 愛に生きる シーズン2（2019年） - サラ 役
- ライム・タイム・タウン（Netflix）

### ゲーム
- ファイナルファンタジーVII リメイク（2020年4月10日公開、ベティー）

### バラエティ
- 土曜☆ブレイク「笑って学べるネタSHOW笑ってもイイ授業！！」（TBS） - 生徒 役
- 中居正広の金曜日のスマイルたちへ～平野ノラ編～（TBS）
- 天才てれびくん（2025年3月31日 - 、NHK Eテレ） - ガラミ 役

### 舞台
- 「紅葉鬼」（2019年6月28日 - 7月7日、品川プリンスホテル クラブeX） - おまん（鬼の子ども） 役
- 舞台「盾の勇者の成り上がり」 - ラフタリア（幼少期） 役
  - 初演（公演延期となりゲネプロ無観客公演の映像ソフト化のみ）（2020年3月27日）
  - 振替公演（2021年7月15日 - 25日、シアターサンモール）
- ミュージカル『美少女戦士セーラームーン』かぐや姫の恋人（2021年9月3日 - 12日、天王洲 銀河劇場） - セーラーちびムーン / ちびうさ 役（Wキャスト）[8]
- 舞台「フルーツバスケット」 - 草摩杞紗 役
  - 初演（2022年3月4日 - 13日、日本橋三井ホール）
  - 2nd season（2023年10月6日 - 15日、大手町三井ホール）
  - The Final（2024年10月18日 - 27日、ヒューリックホール東京）[9]

### CM
- 小林住宅
- 花王 キュキュット
- パナソニックホームズ
- バンダイスピリッツ 「一番くじ」
- 米久 御殿場高原あらびきポーク
- クラシエフーズ 「カラフルピース～『ゆめかわキラキラroom』」篇
- みずほ銀行 「サマージャンボ宝くじ」
- ハシモト 「フィットちゃんランドセル」
- 山﨑製パン 「クリスマスケーキ」
- AOKI 「AOKI‘祭」
- マクドナルド 「ハッピーセット『プリキュア』」篇
- アース製薬 「サラテクト」
- すき家 「鍋フェア」篇
- ファミリーマート 「プレミアムチキン」
- 講談社 「おともだち」
- アガツマ 「アンパンマンわくわくクレーンゲーム」
- 井村屋 あずきバー
- GPP「クロニタス」
- 村田製作所[10]
- 三菱電機 「サステナビリティ」篇
- ユニバーサルスタジオジャパン

## 書籍

### 雑誌
- キラピチ（学研） - 専属モデル

## ディスコグラフィ

### PINK PRETZEL（nare 名義）

#### 配信
| 枚             | 発売日         | タイトル           | タイトル           |
| TWORKS RECORDS | TWORKS RECORDS | TWORKS RECORDS     | TWORKS RECORDS     |
| -------------- | -------------- | ------------------ | ------------------ |
| 1st            | 2024年5月27日  | キミへのラブレター | キミへのラブレター |
| 2nd            | 2024年12月22日 | 輝く景色           | 輝く景色           |
| 3rd            | 2024年12月22日 | Let's be free      | Let's be free      |
| 4th            | 2025年3月10日  | UFO                | （Cover）          |
| 5th            | 2025年4月10日  | サウスポー         | （Cover)           |

### キャラクターソング
| 発売日        | 商品名                                       | 歌                                                     | 楽曲                   | 備考                                       |
| ------------- | -------------------------------------------- | ------------------------------------------------------ | ---------------------- | ------------------------------------------ |
| 2025年4月29日 | 仮面ライダーガヴ キャラクターソングアルバム2 | シータ&ジープ&リゼル（川﨑帆々花・古賀瑠・鎌田英怜奈） | 「ロストシンメトリー」 | 特撮テレビドラマ『仮面ライダーガヴ』関連曲 |